# Zighoud Youcef (commune)
 (août 2011).
Si vous disposez d'ouvrages ou d'articles de référence ou si vous connaissez des sites web de qualité traitant du thème abordé ici, merci de compléter l'article en donnant les références utiles à sa vérifiabilité et en les liant à la section « Notes et références ».
Zighoud Youcef (en arabe : زيغود يوسف), anciennement Condé-Smendou lors de la colonisation, est une commune de la wilaya de Constantine, en Algérie.

## Géographie
C'est une commune qui est située à 20 km du chef-lieu de wilaya. Les constructions du centre de la ville ont gardé leur aspect hérité de l'ère coloniale française  (maisons à un seul étage et toitures en tuiles) et les rues sont bordées de frênes. La ville de Zighoud Youcef est bâtie sur Oued Smendou à une altitude de 560 mètres. Les quelques bois que comprend le territoire de cette commune sont plantés d'eucalyptus et de sapins.

## Histoire
Centre de colonisation créé par ordonnance du 9 septembre 1847. Érigé en commune de plein exercice par décret du 22 août 1861, près de l'Oued Smendou. Le nom de Condé Smendou a été maladroitement rattaché au nom du célèbre Condé victorieux à Rocroi de France. Le vrai nom est le suivant : Quand les Français se sont installés vers 1850 aux abords du Oued Smendou, on a appelé l'endroit, « le camp du Smendou » et de bouche à oreille c'est devenu Condé Smendou[réf. nécessaire].
En 1883, la ville est nommée Condé Smendou. En 1958, elle faisait partie de l'ancien département de Constantine. Après l'indépendance, elle prend le nom de Zighoud Youcef.

## Toponymie
La commune a été baptisée à la mémoire de Youcef Zighoud, chef nationaliste algérien mort au combat durant la guerre d'Algérie.

## Administration
À l'indépendance de l'Algérie, Zighoud Youcef était une commune de la wilaya de Constantine. Au premier découpage administratif de 1974, elle devient une commune de la wilaya de Skikda, à 60 km de son chef-lieu. Au découpage administratif de 1984, la commune de Zighoud Youcef est rattachée à la wilaya de Constantine, et sera promue Daira avec six communes : Zighoud Youcef, Didouche Mourad, Hamma Bouziane, Béni Haminane, Ibn Ziad, Messaoud Boudjriou. Elle est chef-lieu de daïra éponyme administrant deux communes : Zighoud Youcef et Béni Haminane.

## Démographie
En 2008, la population de la commune s'élève à 44 486 habitants.

## Économie
Zighoud Youcef est une commune agricole grâce à la fertilité de ses terres et à la disponibilité des eaux, riche de nappes phréatiques et sources naturelles. La commune possède une zone industrielle.

## Infrastructures
Cette ville possède le plus long pont ferroviaire de l'Afrique, construit dans les années 70[réf. nécessaire].

## Personnalités liées à la commune
- Kateb Yacine, écrivain, sa naissance en 1929 est inscrite à Condé Smendou.
- Youcef Zighoud (Si Ahmed), homme politique et chef nationaliste FLN durant la guerre d'Algérie, y est né en 1921.
- Djamel Mesbah, footballeur international algérien, y est né en 1984
- Tayeb Talbi, militant FLN, compagnon de Youcef Zighoud, y est né en 1923